# Пакистано-туркменские отношения
Пакистано-туркменские отношения — двусторонние дипломатические отношения между Пакистаном и Туркменистаном.

## История
В 1991 году Пакистан признал независимость Туркменистана, официальные дипломатические отношения между странами были установлены 10 мая 1992 года. Помимо взаимодействия в рамках ОЭС, Туркменистан в конце 1991 года подписал соглашение о сотрудничестве с Пакистаном и получил от него обещание по предоставлению в 1992 году кредита в размере 10 млн. долларов США. В 1995 году обе страны подписали меморандум о строительстве газопровода из Туркменистана через Афганистан в Пакистан. Компания Bridas из Аргентины была привлечена для проведения технико-экономического обоснования для начала строительства трубопровода.
В октябре 1994 года премьер-министр Пакистана Беназир Бхутто осуществила первый в истории государственный визит в Туркмению. В октябре 1997 года Ашхабад посетил премьер-министр Пакистана Наваз Шариф.
В августе 2010 года Туркменистан направил в Пакистан 40 тонн гуманитарной помощи.
В июне 2011 года из Пакистана в Туркменистан поступило 5 тонн риса в качестве праздничного угощения, в знак дружеских и братских отношений и добронравного сотрудничества между двумя странами.
Чрезвычайным и Полномочным Послом Туркменистана в Исламской Республике Пакистан с резиденцией в Исламабаде является Атаджан Мовламов, назначенный на эту должность 27 июня 2012 года.
21 марта 2013 года в Ашхабаде прошла встреча президента Туркменистана Гурбангулы Бердымухамедова и президента Пакистана Асифом Али Зардари, прибывшего в Ашхабад для участия в мероприятиях, посвященных Международному празднику Новруз.
В мае 2017 года президент Туркменистана Гурбангулы Бердымухамедов и премьер-министр Пакистана Наваз Шариф провели встречу, в ходе которой отметили 25 лет с момента установления дипломатических отношений, а также выразили надежду на скорое завершение строительства газопровода из Туркменистана в Пакистан.

## Торговые отношения
В 2016 году объём товарооборота между странами составил сумму 4,49 млн. долларов США. Экспорт Туркменистана в Пакистан: минеральное топливо и масла, хлопок, лодки, пластик, поваренная соль, удобрения, текстиль, одежда, овощи, механическое оборудование, железо и сталь, электроприборы, транспортные средства, оптические и хирургические приборы, мебель и фармацевтика. Экспорт Пакистана в Туркмению: хлопок, зерновые культуры, взрывчатка и пиротехника, кожаные изделия, сахар и кондитерская продукция.